# QZSS

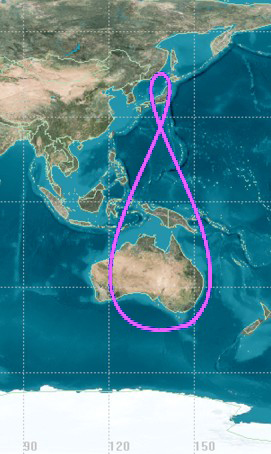
Орбита QZSS

QZSS в движении

Quasi-Zenith Satellite System (QZSS), «Квазизенитная спутниковая система» (яп. 準天頂 дзюнтэнтё:) — проект региональной системы синхронизации времени и одна из систем дифференциальной коррекции для GPS, сигналы которой будут доступны в Японии.
Первый спутник, «Митибики» (яп. みちびき, «указание пути»), был запущен 11 сентября 2010 года.
QZSS предназначена для мобильных приложений, для предоставления услуг связи (видео, аудио и другие данные) и глобального позиционирования. 
Что касается услуг позиционирования, QZSS сама по себе предоставляет ограниченную точность и по существующей спецификации не работает в автономном режиме. С точки зрения пользователей, QZSS предстаёт как система дифференциальной коррекции. Система позиционирования QZSS может работать совместно с геостационарными спутниками в японской системе MTSAT, находящейся в процессе создания, которая сама по себе является системой дифференциальной коррекции, подобной системе WAAS, созданной США.
Ввод системы в строй должен увеличить доступность трёхмерной спутниковой навигации на территории Японии до 99,8 % времени. Дополнительным преимуществом околозенитного положения спутников будет то, что в условиях мегаполисов их сигналы не будут экранироваться и отражаться стенами высотных зданий.

## История проекта
Работа над общим проектом квази-зенитной спутниковой системы была одобрена правительством Японии в 2002 году. В неё включились компании Advanced Space Business Corporation (ASBC), Mitsubishi Electric Corp., Hitachi Ltd. и GNSS Technologies Inc. 
Первоначально система планировалась как трёхспутниковая, в 2005 году планировался запуск спутников в 2008 и 2009 году. Однако ASBC прекратила существование в 2007 году. Работа была продолжена организацией Satellite Positioning Research and Application Center (SPAC), которая принадлежит четырём департаментам правительства Японии: министерствам образования, культуры, спорта, науки и технологий; внутренних дел и связи; Министерство экономики, торговли и промышленности и министерству земли, инфраструктуры, транспорта и туризма.
В марте 2013 года кабинет министров Японии объявил о планах расширения системы QZSS с трех спутников до четырех, сроки полного вывода всех спутников были перенесены на конец 2017 года. Основным подрядчиком для строительства трех последующих спутников была выбрана компания Mitsubishi Electric, с которой был подписан контракт на 526 млн долл.
Первый спутник системы был запущен в 2010 году, три остальных были запущены в 2017 году. 
Официальная полноценная эксплуатация системы из четырех спутников была начата 1 ноября 2018 года.
В перспективе, к 2024 году размер спутниковой группировки планируется довести до 7 спутников плюс 1 резервный.

## QZSS и дополнение к системе позиционирования
QZSS может улучшить работу системы GPS двумя способами: во-первых, повышением доступности GPS-сигналов, и во-вторых, повышением точности и надёжности работы навигационных систем, работающих с GPS.
Поскольку сигналы о доступности спутников GPS, передаваемые со спутников QZSS, совместимы с модернизированными сигналами GPS и таким образом обеспечена возможность их взаимодействия, QZSS будет передавать сигналы L1C/A, L1C, L2C и L5. Это уменьшает необходимые изменения в спецификации и дизайне приёмников.
В сравнении с автономной системой GPS, комбинированная система GPS и QZSS даёт улучшенную производительность благодаря выбору диапазона коррекционных данных, передаваемых по сигналам L1-SAIF и LEX с QZS. Надёжность повышается также путём передачи данных о состоянии спутников. Предоставляется и другие данные для улучшения поиска спутников GPS.
По первоначальным планам спутники QZS должны нести два типа атомных часов: водородный мазер и атомные часы на основе рубидия. Разработка пассивного водородного мазера была прекращена в 2006 году. Сигнал позиционирования будет генерироваться с использованием атомных рубидиевых часов и будет использована архитектура подобная системе отсчёта времени GPS. QZSS также будет способна использовать двунаправленный спутниковый перенос времени и частоты (Two-Way Satellite Time and Frequency Transfer, TWSTFT), которая будет использована для сбора фундаментальных знаний о поведении спутниковых часов в космосе и других исследовательских целей.

### Измерение времени и удалённая синхронизация QZSS
Несмотря на то, что первое поколение системы измерения времени (timekeeping system (TKS)) будет основано на рубидиевых атомных часах, первый спутник QZS будет нести прототип экспериментальной системы синхронизации. В течение первой половины двухгодичной орбитальной тестовой фазы, предварительные тесты исследуют возможность технологии отсчёта времени без атомных часов, которая будет использована в дальнейшем на спутниках QZSS второго поколения.
Упомянутая технология TKS является новой спутниковой системой измерения времени, которая не требует атомных часов на борту, как в используемых ныне спутниках GPS, ГЛОНАСС и разрабатываемых спутниках системы Galileo. Этот концепт отличается использованием системы синхронизации объединённой с упрощёнными часами на борту, которые работают как приёмопередатчики, перераспространяющие информацию о точном времени, предоставленную удалённо сетью синхронизации времени, расположенной на земле. Это позволяет системе работать оптимально когда спутники находятся в непосредственном контакте с наземной станцией, что делает систему подходящей для использования в QZSS. Небольшая масса и невысокая стоимость изготовления и запуска спутников являются значительными преимуществами такой новой системы. Обзор такой системы так же как и два возможных варианта построения сети синхронизации времени для QZSS были изучены и опубликованы в работе Фабрицио Тапперо (Fabrizio Tappero)

## Наземная инфраструктура
Наземный сегмент QZSS включает главную станцию управления в Цукубе, две станции контроля слежения и связи на Окинаве и восемь станций наблюдения, расположение которых выбрано для обеспечения максимального географического охвата мониторинга.
Главная станция управления получает данные телеметрии со всех станций наблюдения, оценивает и прогнозирует расхождения времени бортовых атомных часов и элементов орбиты спутников от расчётных, на основании которых генерирует навигационные сообщения для передачи на спутники через другие станции.
Станции контроля слежения и связи контролируют состояние работы спутников и пересылают на них метки времени от наземных атомных часов и навигационные сообщения, полученные от главной станции управления.
Станции наблюдения, которые получают сигналы от спутников и передают их в центр управления, кроме японских островов расположены также в Бангкоке, Бангалоре, Канберре, на Гавайях и острове Гуам.
Проектированием, постройкой и техническим обслуживанием наземной инфраструктуры для спутниковой системы и ее последующей эксплуатацией в течение 15 лет занимается специально созданная для этих целей QZSS Services Inc., дочерняя компания NEC Corp., с которой для этого правительство Японии заключило контракт на сумму более $1,2 млрд.

## Список спутников
| Спутник                          | Платформа | Дата запуска (UTC) | Ракета-носитель | Орбита       | NSSDC ID  | SCN   | Статус          |
| -------------------------------- | --------- | ------------------ | --------------- | ------------ | --------- | ----- | --------------- |
| QZS-1 (Michibiki-1) (Митибики-1) | ETS-VIII  | 11 сентября 2010   | H-IIA 202 F18   | QZO (Тундра) | 2010-045A | 37158 | не используется |
| QZS-2 (Michibiki-2) (Митибики-2) | DS-2000   | 1 июня 2017        | H-IIA 202 F34   | QZO (Тундра) | 2017-028A | 42738 | действующий     |
| QZS-3 (Michibiki-3) (Митибики-3) | DS-2000   | 19 августа 2017    | H-IIA 204 F35   | ГСО          | 2017-048A | 42917 | действующий     |
| QZS-4 (Michibiki-4) (Митибики-4) | DS-2000   | 9 октября 2017     | H-IIA 202 F36   | QZO (Тундра) | 2017-062A | 42965 | действующий     |
| QZS-4 (Michibiki-4) (Митибики-4) | DS-2000   | 26 октября 2021    | H-IIA 202 F44   |              | 2021-096A | 49336 | действующий     |
| QZS-6 (Michibiki-6) (Митибики-6) | DS-2000   | 2 февраля 2025     | H3-22S F5       |              | 2025-023A | 62876 | действующий     |

## Система координат
В системе QZSS используется Японская геодезическая система JGS (Japanese geodetic system), близкая по параметрам к ITRF. Параметры основного эллипсоида JGS соответствуют геодезической системе координат 1980 г., включая положение гравитационного центра Земли и ориентацию осей.

## Параметры орбиты
Три спутника двигаются с интервалом в 8 часов по геосинхронной высокой эллиптической орбите Quasi-Zenith Satellite Orbit (QZO) (российский аналог - «Тундра»). Такие орбиты позволяют спутнику держаться более 12 часов в день с углом возвышения более 70° (то есть большую часть времени спутник находится практически в зените). Этим и объясняется термин «quasi-zenith», то есть «кажущийся находящимся в зените», который дал название системе. 

Еще один спутник находится на геостационарной орбите в точке над экватором приблизительно на долготе Японии.
Номинальные орбитальные элементы трех геосинхронных спутников таковы:
| Эпоха                               | 2009-12-26 12:00 UTC |
| Большая полуось (a)                 | 42 164 км            |
| Эксцентриситет (e)                  | 0,075 ± 0,015        |
| Наклонение (i)                      | 43° ± 4°             |
| Долгота восходящего узла (Ω)        | 195° (начальная)     |
| Аргумент перигея (ω)                | 270° ± 2°            |
| Средняя аномалия (M0)               | 305° (начальная)     |
| Центральная долгота наземной трассы | 135° в. д. ± 5°      |